# Sein Wechselgeld ist Blei
Sein Wechselgeld ist Blei (Originaltitel: I giorni della violenza) ist ein Italowestern aus dem Jahr 1967, der unter der Regie von Alfonso Brescia entstanden ist. Die deutsche Erstaufführung des Films fand am 31. Mai 1968 statt.

## Inhalt
1863, im amerikanischen Bürgerkrieg. In Missouri haben Bewohner, die mit den Südstaaten sympathisieren, örtliche Banden formiert, die gegen die herrschenden Unionstruppen und deren kriminelle Übergriffe kämpfen. Ein Anführer einer solchen Bande, Butch aus Springfield, rettet die beiden jungen Farmangestellten Clell und Josh vor den Truppen, welche die beiden angegriffen haben, da sie einen Pferdediebstahl verhindern wollten. Beide kehren auf die Farm zurück und lehnen das Angebot ab, in die Bande einzutreten. Als jedoch später bei einem Überfall einer von Captain Clifford geführten Truppe Clell und seine Frau Lizzy getötet werden, schließt sich Josh der Bande an und wird zum Gesetzlosen.
Zwei Jahre später – der Bürgerkrieg ist beendet – kehrt Clifford inkognito zur Ranch zurück, um Christine, die Tochter des Besitzers Evans, zu heiraten und sich so die Farm zu eigen zu machen. Josh, auf den inzwischen beträchtliches Kopfgeld ausgesetzt worden ist, ist jedoch ebenfalls zurückgekommen und hat Christine gekidnappt. Mit ihr versucht er, die Grenze zu erreichen. Clifford setzt ihm mit seinen ehemaligen Soldaten nach. In einem Zweikampf gelingt es dem verwundeten Josh, Clifford zu besiegen. Freiwillig begleitet Christine nun Josh, um mit ihm irgendwo neu anzufangen.

## Kritik
„Brescia erzählt hier eine Geschichte mit gutem Potential, allerdings auf ziemlich zerdehnte Weise. Immerhin erlahmt das Interesse des Zuschauers an den episch konstruierten Vorgängen niemals ganz, und das Handwerk ist zufriedenstellend.“

„Recht unterhaltsamer, manchmal auch etwas langatmiger Western von Alfonso Brescia mit einem guten Score von Bruno Nicolai.“

„Banditenfilm im Gewand eines Western; in Dialog und Gestaltung mitunter rüde.“

„Harter italienischer Western mit formalen Qualitäten, der das Unrecht der Vergeltung in seinem Ansatz erkennt, ohne jedoch eine moralische Konsequenz zu ziehen. Für Erwachsene möglich.“